# (15750) 1991 VJ4
(15750) 1991 VJ4 là một tiểu hành tinh vành đai chính. Nó được phát hiện bởi Atsushi Sugie ở Dynic Astronomical Observatory Nhật Bản, ngày 9 tháng 11 năm 1991.